# Lenny (football)
 (octobre 2017).
Pour les articles homonymes, voir Lenny.
Lenny Fernandes Coelho, plus communément appelé Lenny, est un footballeur brésilien né le 23 mars 1988 à Rio de Janeiro. Il évolue au poste d'attaquant.

## Biographie
Lenny dispute 51 matchs en première division brésilienne, inscrivant deux buts. Il joue également six matchs en Copa Libertadores et huit en Copa Sudamericana. Il est quart de finaliste de la Copa Sudamericana en 2008 avec Palmeiras, en étant éliminé par les Argentinos Juniors.
Lors de son bref passage au Portugal, il joue un match en SuperLiga, et une rencontre en Coupe de l'UEFA.

## Palmarès
- Vainqueur de la Coupe du Brésil en 2007 avec Fluminense
- Vainqueur du Campeonato Paulista en 2008 avec Palmeiras